# Túquerres
Túquerres – miasto w Kolumbii, w departamencie Nariño.